# Golden Years (miniserie televisiva)
Golden Years è una miniserie televisiva del 1991 diretta da Michael Gornick e tratta da un soggetto originale di Stephen King. La sigla d'apertura della serie è il brano Golden Years di David Bowie.